# Tripterosporella coprophila
Tripterosporella coprophila är en svampart som beskrevs av Subram. & Lodha 1968. Tripterosporella coprophila ingår i släktet Tripterosporella och familjen Lasiosphaeriaceae.   Inga underarter finns listade i Catalogue of Life.